# EARTH DEFENSE FORCE: IRON RAIN
『EARTH DEFENSE FORCE: IRON RAIN』（アースディフェンスフォース アイアンレイン）は、ディースリー・パブリッシャーより発売されたサードパーソン・シューティングゲーム。開発会社はユークス。2019年4月11日にPlayStation 4で発売され、同年10月15日にWindowsでもSteamから配信された。これまで発売された地球防衛軍シリーズのナンバリングタイトルやEARTH DEFENSE FORCE: INSECT ARMAGEDDONとのストーリーや設定の繋がりはない。

## 概要
ディースリー・パブリッシャーが今まで展開してきた地球防衛軍シリーズとは一線を画した世界観のEDFプロジェクトとして始動した。開発会社はナンバリングタイトルを作ってきたサンドロットではなくユークスが担当し、テーマ曲は新垣隆、クリーチャーデザインに大山竜を起用した。もうひとつのEDFと紹介されることもある。

## ゲームモード
ゲームモードはキャンペーンモードとマーセナリーモードに分かれる。
キャンペーンモードはミッションを攻略していきストーリーを進めていく。難易度はEASY、NORMAL、HARD、HARDEST、DISASTERの5段階からなり、各難易度の各ミッションをクリアしていくことで新たな武器や衣装を購入できるようになる。ミッションクリアで得られるクレジットや、敵が落とすエナジージェムを消費して武器や衣装が購入可能である。また、各ミッションごとにM.I.A.ドローンが倒れており、彼らを回収することで新たな武器が購入できるようになる。
マーセナリーモードはオンライン専用のチーム戦で、プレイヤーはEDFかカインドレッド・レベリオンのどちらかの陣営に所属し、エナジージェムの争奪戦をする。アグレッサーを撃破して得られたエナジージェムをドローンのもとに届けることでスコアを獲得し、制限時間内に多くのスコアを獲得した方が1ポイントを得る。全部で5waveあり、3ポイントを先取した方が勝利となる。

## ゲームシステム
兵科に相当するPAギアを選択したり、2つの武器を持っていってミッションに臨む点など、ナンバリングタイトルとの共通点は多いが、本作独自の要素も多い。
武器やアーマーはミッションをクリアしたり、拾ったりして得られるクレジットやジェムを使って手に入れたり、強化する方式となっている。また、2つの武器とは別に、PAギアごとに設定されたキャパシティの範囲内で複数のアイテムを持ち込めるようになっている。これによりハンドグレネードやビークルなどを使えると同時に、使用するとミッションクリア報酬からクレジットが減算されるようになっている。
ミッションのクリア時の成績に従ってランク付けがされる。クリアタイムやジェム回収率、被弾ダメージ、テクニカルから成績が決定され、報酬に影響を及ぼす。
主人公はタイプSと呼ばれる特別なエナジーコアを装備しているため、基本的にミッションで一回だけ「オーバードライブ」が発動可能である。オーバードライブを発動すると一時的に武器が強化され、移動速度の向上や状態異常の無効化といった強化がなされる。
敵味方問わず攻撃には属性を持っており、実弾、光学、酸の3種類がある。属性に対しそれぞれ耐性が異なる敵やビークルが存在している。また、特定の攻撃には状態異常を付与するものがあり、状態異常の種類としては、炎上、麻痺、凍結、毒、糸、EMPなどがある。敵には状態異常に耐性を持つ種や、逆に効きやすく弱点である場合がある。

## ストーリー
2028年、地球外から未知の侵略者「アグレッサー」が襲来した。全長1kmもの巨大な空中浮遊物体「ハイヴクラフト」は、わずか3日間でアメリカからロシア、アジア、中東、欧州の上空を移動し、世界各地に昆虫に酷似した巨大生物や殺人兵器を次々と投下した。人類は国家の垣根を越え、アースディフェンスフォース（EDF）を設立し対抗した。しかし戦況は劣勢を極め、かつて栄華を極めた人類の都市は、そのほとんどか次々と瓦礫の山へと化していった。アグレッサーに対抗しうる世界中の重要な軍事拠点は壊滅状態となる。
2032年、対アグレッサー用にEDFが独自開発したPAギアという戦闘用強化外骨格の開発が人類に光明をもたらす。アグレッサーの体内にある未知の鉱物「エナジージェム」を加工して作られた「エナジーコア」を動力源としており、歩兵を超人的な身体能力へと変化させた。EDFは対アグレッサー用に開発された強力な兵器の数々を、機動歩兵による個人火器への運用へと方向転換していった。PAギアを装着した機動歩兵隊は、小規模ながらアグレッサーの侵略に歯止めをかけることに成功し、人類は圧倒的な戦力差を歩兵で補うという消耗戦術に活路を見出した。
2033年、アグレッサーに蹂躙されるがままであったEDFは一気に大逆転へと打って出る。ロサンゼルス上空で高度を下げたハイブクラフトに対し、総力戦を敢行した。残る戦力をすべて投入するかのような捨身の撃墜作戦には、研究段階であった新型エナジーコアを装備したPAギアも実戦に投入された。後に「クローサー」のコードネームが与えられる主人公の手によってハイブクラフトの撃墜に成功。人類は勝利した。しかし勝利の代償は大きく、ハイブクラフトの砲撃でEDFは持てる戦力の大半を失った上、主人公は墜落するハイブクラフトに巻き込まれ昏睡状態に陥り、新型エナジーコアのテクノロジーも失うこととなる。
それから7年もの月日が流れた2040年、廃墟となった無人の都市では、ハイヴクラフトという主を失った巨大生物たちが繁殖を繰り返し、その数を増やし続けていた。生き残った市民は地下へと潜んで都市部での生活を続けるものもいたが、その多くは危険の少ないエリアを探し求めて難民化していた。ハイヴクラフトの撃墜に成功したEDFも、その戦力にかつての面影はなく、増殖し続ける巨大生物によって弱体化の一途をたどっていた。中枢である司令本部は壊滅し、組織はあって無きが如くであった。残存部隊はそれぞれ単独で抵抗を続けていたがかろうじて生き残った基地を拠点としてゲリラ的な抵抗を余儀なくされていた。絶望に蝕まれた世界で生き残るため、人類は希望なき、そして果てしなき戦いを続けていくしかなかった。主人公は7年に渡る昏睡状態から目覚め、EDFのブラスト小隊に配属されて再度攻撃を企てるアグレッサーとの戦闘に身を投じていく。

## PAギア
PAギアはEDFがアグレッサーとの戦いの最中に開発した戦闘用強化外骨格。正式名称は「Physical Augmentation Gear」。巨大生物の体内にある「エナジージェム」と呼ばれる膨大なエネルギーを持つ鉱石を加工して製造される「エナジーコア」を動力源としている。クローサーのPAギアには2033年の戦いでとある兵士から託された「タイプS」と呼ばれる特殊なエナジーコアが装着されており、一時的に超人的な能力を発揮する「オーバードライブ」が発動可能である。タイプSは生体認証式でクローサー以外のPAギアには装着できない。
複数種のPAギアが存在しており、クローサーが着用するPAギアはプレイヤーが自由に選択できる。ナンバリングタイトルの「兵科」に相当するもので、各PAギアごとに異なる特徴を持つ。使用できる武器はいずれのPAギアでも同じである。
トルーパー（Trooper）
2032年に開発された人類初のPAギア。このPAギアの登場により、重く反動の大きい対アグレッサー兵器を歩兵で運用することが可能になった。2040年までに幾度となく改良が施されており、PAギアに触れたことがない者でも基本動作ができる高い汎用性を持っている。エナジーコアの全出力を瞬間的に推進力とシールドに用いる「E-ダッジ」と呼ばれる回避行動をとるエナジームーブが可能。E-ダッジの使用時は装着者はあらゆる攻撃から身を守ることができる。推進力とシールドが合わさることで、大型車両を跳ね飛ばすほどの衝撃を生み出す。他のPAギアと比べて突出した点はないが、アイテムを多く持ち込むことができる。
ジェットリフター（Jet Lifter）
飛行ユニットを搭載したPAギア。トルーパーをベースとしており、素材や構造などを改良し軽量化が図られている。飛行ユニットにエナジーコアの出力を供給する事で空を飛ぶ「E-フライト」が可能である。その特徴から偵察部隊や強襲部隊に配備されている。空を飛べない巨大生物に対して優位に攻撃できるものの、飛行能力を得るため装甲は限界まで削られており、トルーパーに比べると防御力は低い。
ヘビーストライカー（Heavy Striker）
アグレッサーのガーガントに対抗するため開発された新型PAギア。エナジーコアを2基搭載しており、トルーパーと比較して最大2.85倍の出力を持つ。トルーパーでは両手で支える必要がある武器を片手で運用できるようになり、武器の2丁持ちを実現している。鈍重さをカバーするため推進機構として「E-スラスター」を搭載しており地上走行が可能。出力が高いため、地上を走行するだけで巨大生物を跳ね飛ばすほどの衝撃が発生する。また、前方に電磁バリア「E-フィールド」を展開可能で、アグレッサーの攻撃をほとんど無効化する。強力なPAギアである反面、エナジーをすべて消費した際のリチャージには長い時間が必要で一転して無防備になる。装着者はエナジーの残量に気を配れる熟練の兵士が望ましいとされる。また、リロード速度も他のPAギアに比べて遅くなる。
プロールライダー（Prowl Rider）
カインドレッド・レベリオンが独自に開発していた試作型PAギアをEDFが研究し完成させた最新鋭PAギア。巨大生物が放出する糸を応用して作られた特殊ワイヤーを使う「E-ニードル」によって驚異的な運動性能を誇る。E-ニードルを射出し建物や地面などに突き刺さすと、装着者はニードルの先端に引っ張られ、立体的な機動ができる。オーバードライブの際にはサポートバグの「G-L.I.A.R.（ジライヤ）」を召喚できる。G-L.I.A.R.は「Ganglion-Linked Intelligent Aggressor Reinforcement」の略称で、使役されたアグレッサーの巨大生物を指す。E-ニードルを介してPAギアとG-L.I.A.R.を神経接続して操ることができる。操られる巨大生物の性能は極限まで高められており、一騎当千の戦闘能力を発揮する。
プロトタイプ：プロールライダー（Prototype Prowl Rider）
カインドレッド・レベリオンが独自に開発していた試作型PAギア。EDFによって完成される前のプロールライダー。E-ニードルやG-L.I.A.R.の運用能力を持つ点は完成型と変わらない。完成型と違って巨大生物の飼育に特化しており、装甲は薄め。その分アイテムを多く持ち運ぶことができる。
インビジブルトルーパー（Invisible Trooper）
DLC「ゴールデンストーム」を購入することで使用可能。
「アグレッサーはPAギアの装着者を優先して狙う」という仮説に基づいて開発されたPAギア。一部の高級将校やスポンサーの重役が、現場視察と称して戦場で超人ごっこをするために少数が生産された。PAギアとしての性能はトルーパーと同等であるが、PAギアが透明になっており視認できない。E-ダッジでは火が発生してしまうため、火が発生しない新たな回避手段として「E-ローリング」を開発するほど透明化が徹底されているが、肝心のアグレッサーに狙われにくいという説は証明されなかった。

## 組織
アースディフェンスフォース（Earth Defense Force, EDF）
2028年のアグレッサーの侵略に際して各国の軍隊が結集して設立された。2033年のハイヴクラフトとの決戦によって大きく消耗し、スポンサーからの支援によって組織を維持している。スポンサーの意向で各地に防衛優先レベルを定め、EDFが戦力を展開する地域に格差が生まれたことから、フレア大隊のクーデターを招く。EDF北米本部はネバダに位置していたが、クーデター騒動から他の武装組織の蜂起を恐れて移転し、それ以降の位置はEDF上層部にしか知らされていない。そのため、各地のEDFが孤立しゲリラ戦術に頼る一因になっている。実際の本部は移動可能な戦艦ヴァーベナに移されている。世界各国の政府が実権を失う中で、EDFが治安維持を担い世界政府の代替的役割を果たしている。
カインドレッド・レベリオン（Kindred Rebellion）
EDFの防衛優先レベルの策定に反発したギデオンが2035年にフレア大隊を率いて離反して結成したレジスタンス組織。防衛優先エリアDに居住する者のために戦い、EDFとアグレッサーの戦闘に介入して、エナジージェムを強奪するといった戦法を繰り返す。EDFがヴァーベナを起動させるため各地のエナジージェムを収集する作戦で、EDFによってレベリオンへの非公式な掃討が開始される。しかしブラスト小隊やその他の部隊は独断でアグレッサーから攻撃を受けているレベリオンを救助し、その後EDFとの間でエナジージェムの提供を見返りに防衛優先エリアDへの派兵を要求する形で正式に和平交渉が結ばれ共闘する。
ユニバーサルニュースネットワーク（Universal News Network, UNN）
2040年時点で唯一残っているニュース専門のラジオ放送局。戦場まで取材に来るためEDF上層部との関係は悪い。
アグレッサー（Aggressor）
2028年に地球へ襲来した宇宙からの侵略者。2033年に旗艦のハイヴクラフトを撃沈され一度撤退するが、2040年に何らかの目的のため再び活動を活性化させる。

## 登場人物

### EDF
クローサー（Closer）
声：関泰二、祭田絵理、MAKOTO、井上明子、岡崎雅紘、中川奈美
本作の主人公。2033年のレッドスプライト作戦でハイヴクラフトを撃沈した英雄。墜落するハイヴクラフトに巻き込まれ7年に渡る昏睡状態に陥るが、2040年に目覚め「クローサー」のコードネームが与えられ、ブラスト小隊に配属される。ロストテクノロジーと化したタイプSのエナジーコアを唯一使用可能な人物である。クローサーという名は「戦いを終わらせる者」を意味する。
キャラメイク機能により性別や服装は自由に選択可能。音声も複数種から選択できる。
タクマ・ヤガミ（Takuma Yagami）
声：山﨑勝之
ブラスト小隊の隊長。日本の防衛学校を卒業し自衛官になり、2028年にアグレッサーからの攻撃で両親を失いEDF日本支部へ参加した。米国から来日していた技術者のアンナと結婚するが、彼女は2033年にアグレッサーの攻撃で死亡した。レッドスプライト作戦に参加するため渡米し、アンナの故郷を守るためEDF北米支部へ転属してブラスト小隊を率いる身となっている。2020年のリムパックで出会ったサイラスとはバスケットボールの交流試合を通じて親友になっている。
ブレンダ・セメンコ（Brenda Semenko）
声：片浦寛子
ブラスト小隊麾下の第1分隊隊長。スナイパーライフルでの射撃を得意とする。親の反対を押し切り、教師の勧めによりEDFへ入隊する。故郷はアグレッサーに破壊され、両親も死亡している。言い寄ってくる異性は多いが交際が長続きしたことがない。
マイケル・モーリス（Michael Morris）
声：七枝実
ブラスト小隊麾下の第2分隊隊長。愛称はマイク。重火器を好みロケットランチャーを扱う。2028年に軍人の父親が戦死した。母親は再婚し継父との間で2人の子を残したものの、その後に母親も継父もアグレッサーの攻撃で死亡。2035年にはクエイク小隊に所属する兄がジャイアントデスストーカーと遭遇し戦死している。兄の部隊が救援を求めた際に、偶然にもカインドレッド・レベリオンが蜂起し、EDFが救援に動けなかったためカインドレッド・レベリオンを恨んでいる。現在は2人の弟を養うため戦い続けている。戦前は兄からの影響でビデオゲームとプロレス観戦が趣味であった。
フィリップ（Phillip）
声：金原泰成
ブラスト小隊の最年少。昆虫が好きで、昆虫に酷似した巨大生物を見ると興奮して解説をしようとする。オリヴィアのラジオを好む。
メルト（Mert）
声：武井秀哲
ブラスト小隊最古参のひとり。若手隊員に混じって馬鹿話を楽しむ。中立地帯でカインドレッド・レベリオンの兵士と共にアリレースに興じている。
タチアナ（Tatiana）
声：伊勢未紗希
第2分隊所属。ロシア出身。小隊の女性の中では最年少。分隊長のマイクに振り回されがち。真面目で優しい性格だが、世間知らずで空気の読めない発言もする。実は巨乳。
レナルド・キャンベル（Renald Campbell）
声：清水秀
EDF北米支部総司令官とEDFアーミー総司令官、ヴァーベナ艦長を兼任する。EDFの後援であるスポンサーと戦場の兵士たちとの間で板挟みになっている。ブラスト小隊を自分の直属部隊としている。カインドレッド・レベリオンに対して非公式の殲滅作戦を決定するが、ブラスト小隊の立ち回りから和平へと転ずる。
メイヴ（Maive）
声：山本亜衣
ブラスト小隊の補佐を務めるオペレーター。本名はアシュリン。常に本部からオペレートを行うため、ブラスト小隊と直接顔を合わせた事は無く、本編でも終盤まで姿を見せない。
PS4版の場合アルティメットエディションを購入、Steam版の場合『通信オペレーター「双葉理保」』を購入して設定を変えると、双葉理保と入れ替わる。
メンゲル（Mengel）
声：斉藤康史
アグレッサー研究部に所属し、アグレッサーの生体や行動原理に関する研究を務める博士。
ヴィクトリア（Victoria）
声：小野涼子
ビークルの整備士。アンナの妹でタクマの義妹。
サム（Sam）
声：松本拓也
EDF武器科ネットショッピングを担当するドローン。彼に武器の配達を要請すると即座に届けられる。同じような姿のドローンは複数種存在しており、マップ中に転がっていたり、オートビークルに装備されていたりする。

### カインドレッド・レベリオン
ファイザ（Faiza）
声：兼田奈緒子
物資回収部隊隊長。ギデオンの末妹。EDFのフレア大隊に所属していた。2033年に両親は死亡している。EDFが制定した防衛優先レベルに反発し、兄のギデオンと共にカインドレッド・レベリオンを創設する。CQCのスペシャリスト。ファイザという名前はアラビア語で「勝利」を意味する。
アデル（Adel）
声：吉崎亮太
物資回収部隊副隊長。EDFや軍などに参加したことはない。カインドレッド・レベリオンの発足時、アデルは難民キャンプで少年窃盗団のリーダーとした活動する孤児であった。ギデオンから食料を盗もうとして逆に捕まったものの、自分を囮に仲間を逃がそうとする姿を見てギデオンはアデルを許した。アデルも彼の男気を気に入り、窃盗団の仲間とともにカインドレッド・レベリオンに参加した。ギデオンから信頼を得ており、好戦的なファイザを監督するため物資回収部隊に配属されている。主に狙撃手を務める。
ギデオン（Gideon）
カインドレッド・レベリオンの創設者。ファイザの兄。2035年に防衛優先エリアDの地区にアグレッサーの大部隊が結集し、彼はこの地区が出身地だったため出撃を上奏したが上層部に拒否された。これにより故郷が壊滅したため、フレア大隊を再結成しカインドレッド・レベリオンを名乗り活動する。作中では名前のみの登場で姿を見ることはできない。

### メディア関係者
オリヴィア（Olivia）
声：宇佐美涼子
ラジオで前線のEDF隊員を応援するアイドル。アグレッサーの攻撃で放送が取りやめになるが、最終作戦の前には疎開先の放送局に無理を通してEDF隊員を鼓舞する。
ニュースアナウンサー（News Announcer）
声：井上明子
UNNのアナウンサー。EDFの脚色に寄らない正しい情報を発信しようとする。

## エネミー

### アグレッサー

#### 巨大生物
ストームアント（Storm Ant）
アグレッサーが最初に放ったアントタイプ巨大生物。全長はおよそ10～11m。体重は25～30トンと推定されている。コンクリートを砕くほどの顎による噛みつきに加え、金属を融解させる酸を放出する。群れを形成する特徴を持つ。甲殻は戦車並みの強度があり、対物ライフルほどの火器でなければ有効なダメージを与えられない。地球の重力下で昆虫型生物が巨大化することは通常考えられないが、EDF科学技術局がストームアントの死骸を調査したところ、莫大なエネルギー源であるエナジージェムを体内に保有することで、その巨体を維持していることが判明した。ストームアントのDNAパターンの90％は地球型の生物であり、アグレッサーは侵略する惑星の生物を改造し生物兵器としていると推測されている。アグレッサーの撃退後も地上に残されたストームアントは巨大な巣を作り繁殖し続けている。総数は人類の生存数をはるかに上回っているとされる。2040年時点ではストームアントの巣の破壊がEDFの主な任務となっているものの、その繁殖力から状況の好転には至っていない。
クレイジーアント（Crazy Ant）
ストームアントより俊敏かつ獰猛で好戦的な黄褐色のアントタイプ巨大生物。ストームアントよりも酸を多方向に放出する。南米で最初に発生した巨大生物で、最初にEDF南米支部が対処に当たった。他の巨大生物を駆逐する習性が確認されたため戦術利用される計画が検討されたものの、結果的に異常繁殖を促すこととなり、EDF南米支部は陥落した。その後、北上したクレイジーアントは 北米に生存圏を拡大している。
作中では他のアグレッサーを襲う様子は見られない。
シルバーアント（Silver Ant）
乾燥地帯で最初に確認された銀色のアントタイプ巨大生物。砂漠で生きることに特化しており、銀色の体毛は光を散乱させる性質を持つ。気温の変化に高い順応性を持ち、北米全土で勢力を拡大している。EDF兵器開発局は体毛を軍事転用するため捕獲作戦を決行したが、犠牲者を出すだけに終わった。
ウィングアント（Winged Ant）
飛行能力を持ったアントタイプ巨大生物。ストームアントの近縁種と考えられている。滞空したまま酸を放つため、地上部隊にとって大きな脅威となっている。ウィングアントが大量発生した地域に巨大生物の巣が多く出現しており、成長したウィングアントがクイーンアントになると推測されている。
ゾンビアント（Zombie Ant）
死んだストームアントが復活した個体。ハイヴクラフトが照射する緑色のコントロールビームに似た、緑色のガスの蔓延によって復活する。EDFの識別コード上ではストームアントと同種扱いされているが、現場の兵士からはゾンビアントと呼ばれている。ストームアントと比べ凶暴性が増し、素早い動きとダウン効果を持つ酸を放つ。今まで殺した巨大生物の怨念が取り憑いたと噂する者もいる。
クイーンアント（Queen Ant）
ストームアントを産み出すアントタイプ巨大生物の女王。全長は50m以上に及ぶ。普段は地中深くに潜み、巣の外に出ることなはない。クイーンアントは一体で一日あたり数百から数千個の卵を産卵する。巨大な羽を有しているが、巨体なため動きは鈍重である。ストームアントを凌駕する酸の放出能力を持つ。
インペリアルアント（Imperial Ant）
DLC「ゴールデンストーム」の追加ミッションに登場。
金色に光るアントタイプ巨大生物。最初はストームアントの近縁種と考えられていが、調査によりDNAが100％同じで完全に同一種であることが判明した。PAギアを筆頭とする新兵器によって勢力を脅かされつつあるストームアントが生存本能から発現させた形態のひとつと考えられている。エナジージェムの代謝が良いため動きが速い。そのエネルギーは500～800nmほどの波長を持つ光エネルギーとして漏れ出ているため金色に輝いて見えている。アント型は腹部に強酸を蓄えているのに対し、インペリアルアントはその部分にダイナモ装置を持っている。このダイナモ装置は後天的に獲得したもので、デジタル機器や天然の磁鉄鉱を経口摂取して磁性体を形成し、それをエナジージェムの力で高速回転させ直流電流を生み出す仕組みとなっているとされる。電流は牙から放出され、PAギアが噛みつかれた場合は過電流によって制御系の異常が発生しエナジーが流出する。酸による攻撃はできないものの、素早い動きと噛みつきによる接近戦に特化した個体である。
エンプレスアント（Empress Ant）
DLC「ゴールデンストーム」の追加ミッションに登場。
金色のクイーンアント。確認された直後は仮称として「ゴールドクイーン」と呼ばれていたが、すべてのアントタイプ巨大生物がこの個体に隷属する習性を持つことが判明したため、エンプレス（女帝）の名が与えられた。DNAはクイーンアントと同じであり、その金色の姿は、種の生存を脅かす人類への危機感から潜在能力を開花させたためだとされている。インペリアルアントと同じように、腹部には生体ダイナモ装置を持ち、そこから生み出された電気をエナジージェム片に帯電させて放出する。帯電したエナジージェム片は自身が代謝で使った排泄物とも言える残りカスのようなもので、1立方センチメートルにも満たないが、通常物質ではあり得ない強度で帯電しているため、放電が始まると人が収まるほどの巨大な電磁球殻を形成する。また、電荷が高い状態にあるエナジージェム片は放電先を求めようとするため、多少の誘導性能も持っている。
巨大生物の巣（Giant Creature Nest）
廃墟となったビルの廃材をかき集めて作られた巨大生物の巣。巣の破壊はEDFにとっての通常業務とも言える。
ウルフスパイダー（Wolf Spider）
蜘蛛型の巨大生物。足を広げたときの最大幅は25m以上に達する。口や腹部からは粘着性の高い糸を放ち、この糸はPAギアの運動性能を封じるほどの強靭さを持っている。腹部には全長約2.5mのベビースパイダーが大量に住み着いている。最初は糸で捕縛した人間をベビースパイダーの餌にすると考えられていたものの、実際にはベビースパイダーは特攻兵器の役割を果たす。ベビースパイダーは自ら親グモから離れ、人間に接近して爆発し、強酸性の体液を撒き散らす。自らの子を武器として使う習性は生物として相反しているため、アグレッサーによる改造で闘争本能を強化された際の副次的現象と考えられている。
ミスティックスパイダー（Mystic Spider）
ウルフスパイダーの近縁種と考えられている白い蜘蛛型巨大生物。全身は白銀の体毛に覆われており、高い耐久性を持つ。EDF科学技術局によれば、体毛はチタン合金に近い物質で構成されており、アグレッサーによって高度な遺伝子改造を施されている可能性があるとしている。
ボムビートル（Bomb Beetle）
ミイデラゴミムシに酷似した巨大生物。ストームアントと行動を共にする。体内で発生させたガスを腹部甲殻の摩擦によって引火させ、推進力にして突撃したり、火炎放射器のように扱い攻撃する。ボムビートルを撃破した場合、体内から漏れ出たガスが引火し爆発を起こす。ガスは人体に悪影響を及ぼすほど強い悪臭を放ち、火災を鎮火した後も環境を汚染する。
グリーンボムビートル（Green Bomb Beetle）
ボムビートルの亜種と考えられている巨大生物。美しく輝く玉虫色の甲殻を持つ。甲殻は耐久性に優れており、光を屈折させる特性も兼ね備えており光学兵器の威力を半減させる。美しい甲殻は闇市にて高値で取引される。原種と異なり噛みつき攻撃をするほか、緑色の火炎を放つ。また、撃破した際は緑色の爆発を起こす。
デスストーカー（Deathstalker）
オブトサソリに酷似した巨大生物。ハサミは分厚い甲殻に守られており、攻撃だけでなく盾としても使われる。尾の先端からは高圧の毒液を噴射する。毒液は猛毒であると同時にレーザーカッターのような鋭い切れ味を持ち、戦車の装甲すら切り裂く。多くのサソリは紫外線を吸収して青緑色に発光する特性を持つが、デスストーカーは紫外線量とは関係なく常に発光している。夜間になると特に顕著になり、夜に発見するのは簡単である。ただしもともと夜行性であるため、昼間よりも危険性が高まる。
ジャイアントデスストーカー（Giants Deathstalker）
DLC「ゴールデンストーム」の追加ミッションに登場。
2035年に北米支部の管轄エリアで初めて出現した巨大なデスストーカー。その後5年間に渡り姿を消していたが、2040年に複数の個体が姿を現す。
偶然にもカインドレッド・レベリオンの蜂起と同時期に出現したため、ジャイアントデスストーカーと遭遇したクエイク小隊は救援を得られず全滅した。そのなかにマイクの兄がいたため、ジャイアントデスストーカーの討伐がマイクにとっての敵討ちとなる。
ゾンビスコーピオン（Zombie Scorpion）
死んだデスストーカーが緑色のガスによって復活した個体。生前より毒液が強力になっている。一方で動きは鈍く、回復系の攻撃が弱点となっている。
シディロス（Sideros）
2040年のカナダで初めて確認された巨大生物。隕石のように空から降り注ぐ。他の巨大生物よりも多くのエナジージェムを体内に持つため、EDF上層部からは優先して殲滅するよう指示が下されている。非常に獰猛かつ俊敏で、爆発物を投擲するなど高い戦闘能力を持っている。カナダ支部はエナジージェムの高額報酬を狙って各駐屯地から殲滅部隊を組織したものの、およそ2日でカナダ支部は戦力の60％を損耗した。
撃破したシディロスの体内を調査した結果、胴体には内臓に当たる器官がなく、腕のような部分に大量のエナジージェムが蓄えられていることが分かった。食道を持たず何かを捕食する能力を持っていない。本来は地面に刺さった状態で地表の養分を吸収する、植物のような生物であるとされる。また、体組織はシリコンに似ており、珪素生物の可能性があると主張する科学者もいる。体内は超高温で、生きている間は赤い光を放つが、死ぬと全身が灰白色となる。メンゲル博士によれば、アグレッサーが過去に征服した他の惑星の生物を地球攻撃に投入したものと推測している。
シディロス・変異種（Mutant Sideros）
北米西海岸の寒冷化に伴って出現した青いシディロス。シディロスよりもさらに体内温度が上昇し、体内組織に変化が生じたことで青白い光を放つようになった。原種と比較してもより凶暴性が増している。死骸を調査した結果、昔にできた傷跡が確認されており、通常のシディロスが環境の変化によって変異した個体であることが判明している。そのため高い環境適応能力があると推測されており、もしラズニードによって地球が寒冷化したとしてもシディロスは生き続けるだろうとされている。
シディロス・試験体
EDFがプロールライダーによってシディロスを飼いならす実験をしていた際に暴走した個体。身体の各所に「EDF-X」と刻まれている。複数体が暴走するがブラスト小隊によって鎮圧される。
DLC「ゴールデンストーム」では実験に成功した個体が登場し、プロールライダーのG-L.I.A.R.として使用可能となる。
ベイザル（Beizal）
全高60m以上の超巨大生物。外見はフィクション世界の怪獣に酷似している。体内に強力な発電器官を持っており、口から強力な電気を放つほか、莫大な電気エネルギーを電磁パルスに変換して背びれから放出し、周囲の電子機器を破壊する。高度な耐電性を持つPAギアでも一時的に行動不能に陥るほどで、光学兵器類も残弾が失われる。ベイザルの組織片を調べた結果、DNAパターンは地球型で、複数の生物の遺伝子を複合して人工的に作られた生物である可能性が示唆された。身体的特徴の一部には、デボン紀に生息した古生代の魚類や板皮類に類似していると思われる部分もあることから、アグレッサーが4億年前の地球にも飛来して可能性もある。テロメアが短く、寿命はウサギほどしかないとされる。
ベイザル・変異種（Mutant Beizal）
DLC「ゴールデンストーム」の追加ミッションに登場。
体色が白いベイザル。ベイザルはテロメアが短く短命だと考えられてきたが、この変異個体はテロメアを修復する能力を持っており半永久的に生き続ける事ができる。この能力がアグレッサーによって仕組まれたものなのか、生物的進化なのかは分かっていない。攻撃方法は原種と大きな違いはないが、あらゆる攻撃に炎上効果が付与されている。また、体表面に触れるだけでも炎上する。電磁パルスによる攻撃でEDFが開発したオートビークルを暴走させる。
ラズニード（Raznid）
ハイヴクラフトによって転送された超巨大生物。全高は約310m、全長は尾を含めて1kmに及ぶ。鋭い爪と牙を持ち、肩からは巨大な角が伸び、岩石のような表皮や六本の脚、長い尻尾など、地球に存在する生物とは大きく異なる存在である。口からは火炎のようなものを放射可能。
転送直後にハイヴクラフトからコントロールビームを照射されるが、コントロールビームの照射装置をEDFが攻撃した結果、ハイヴクラフトの支配下から解放される。その後、ハイヴクラフトに飛び乗りエナジージェムの鉱山部を噛み砕き、その隙にEDFエアフォースによるミサイル攻撃を受け、ハイヴクラフトごと太平洋に沈む。最初は死亡したと考えられていたが実際には生きており、太平洋の海底を移動しつつ地球のエネルギーを吸収し、各地で地震を引き起こしたり、寒冷化を起こすなど、地球環境を自分にとってより良いものとしようとする。一連の寒冷化によって変温動物の巨大生物は死滅していくことになるが、人類にとっても最大の脅威となる。
ラズニード・ラーヴァ（Raznid Larvae）
ラズニードから生み出された巨大生物。全長はストームアントと同程度だが、より強力な甲殻と飛行能力を持つ。交戦した部隊の多くが壊滅させられている。昆虫型の巨大生物は縄張りに近付かなければ戦闘を避けることもできるが、ラズニード・ラーヴァはこれらと異なり群れで移動し続け人間だけを捕食している。飛行時は腹部から大量のイオンを発生させる。そのため独特の臭いを放ち、体内温度は600度を超える。
ラズニード・ネフィリム（Raznid Nephilim）
ヘキサクォークキャノンによって致命的なダメージを受けたラズニードが、ハイヴクラフトのコントロールビームを受けて復活した姿。コントロールビームには人間の遺伝子が組み込まれていたため、どこか人間を思わせる姿となった。ハイヴクラフトからコントロールビームの照射を受けなければ生き続けることができず、またコントロールビームによってハイヴクラフトの制御を受ける。ハイヴクラフトのため、その場にいるEDF兵士を排除しようとする。

#### 侵略兵器
アタックポッド（Attack Pod）
2028年の開戦当初から世界中に放たれたアグレッサーの戦闘機。開戦直後から数千機が放たれ、各国空軍に壊滅的なダメージを与えた。全長は約10m。機首部分に2基の機関砲を搭載している。人の目にはワープしているようにしか見えない超高速飛行能力に加え、重力や慣性の影響を受けない空中制動能力を持ち、あらゆる面で人類が持つ航空機の能力を超えている。動力源はエナジージェムを使ったある種の反重力エンジンであるとされており、構造の解明にあたって多くの科学者を熱狂させた。2040年時点ではアタックポッドが持つ性能の一部を擬似的に再現したものがEDFが持つガンシップの姿勢制御機構に搭載されている。
スーパーアタックポッド（Super Attack Pod）
2040年に出現した黒いアタックポッド。より高い機動性と攻撃能力を持つ。
スコージャー（Scourger）
2028年の開戦当初から世界中に放たれた二足歩行型兵器。両腕部の先端には巨大なクローと、高温のパルスレーザーやブレードを放つ発射装置を備えている。胸部には高出力のビーム砲が搭載されており、その火力によって多くの都市が一晩で消滅させられた。装甲の強度は巨大生物の甲殻を遥かに凌ぎ、開戦当初の一般的な武器では傷ひとつ付けることができなかった。そのためスコージャーの撃破に成功したのは、2032年にPAギアとPAギア専用の武器が開発された後だった。2040年時点では多くの個体が活動を停止している。しかし人間の接近を察知すると再起動し、動くものがいなくなるまで攻撃を続ける。
スコージャービースト（Scourger Beast）
2040年にスコージャーが新たに見せた四足歩行形態。二足歩行形態時の鈍重だった機動力は大幅に強化され、走行だけでなく頻繁な跳躍も可能としている。胸部にあったビーム砲は尻尾のような形となり、出力こそ低下しているものの正確な射撃が可能となっている。この機能を2040年まで使用しなかったことは不明瞭な部分もあるが、普段は鈍重で敵がいなければ停止している性質から、スコージャーは長期戦に対応した兵器であると見られており、EDFが新型のPAギアや武器を導入するにつれ、相対的にスコージャーの戦闘力が下がったことから真の力を発揮したと考えられている。変形により装甲内部が露出しており、正面の赤い部位が弱点となっている。
スーパースコージャー（Super Scourger）
2040年に出現した黒いスコージャー。通常のスコージャーと異なり変形能力を持たないが、高い跳躍力を誇る。残骸を調査した結果、金色の目に見える部分はエナジーコアに近い機能を持っている。また、上半身の黒い装甲はPAギアのような身体能力増強装置に近い機能を持っていることが分かった。これらから、ハーヴェスターが捕らえたEDF隊員からエナジーコアやPAギアの技術を吸収して強化改良されたのではないかと考えられている。
目のような部分からはレーザーを放つほか、両腕部からは冷凍効果のあるビームを放つ。
ハーヴェスター（Harvester）
2040年に新たに確認された四足歩行型兵器。過去に出現したアグレッサーはいずれも人類を無差別に攻撃していたが、ハーヴェスターは胴体上部からアームを伸ばし、人間を捕獲している。捕獲された人間は生きたまま無数にあるカプセルの中に収納されるとされる。ハーヴェスターとの戦闘ではカプセルへの攻撃を避けることが望ましいが、弱点の頭部は小さく、絶えず動いているため狙撃は難しい。結果的に味方を巻き添えにした戦闘になることから、兵士への精神的負担も大きい。どのような目的で人間を捕らえるのかは諸説あるが不明である。連れ去られた隊員が生還したことはない。
最初の戦闘ではカプセルへの攻撃を避けるよう指示され、一定以上カプセルを破壊するとゲームオーバーになる。以降のミッションではカプセルへ攻撃しても咎められることはない。頭部からは誘導性のあるビームを放つほか、上部からは2基のアームを展開し、振り回したり捕縛を試みる。
スーパーハーヴェスター（Super Harvester）
全身が黒いハーヴェスター。人間を捕獲しなくなったが、ハーヴェスターが持っていた捕獲用アームやカプセルは撤廃されており、代わりにビーム発射機が多数搭載されている。2040年に襲来したハイヴクラフトは、人類を消す前段階としてハーヴェスターによって人類を捕獲し、その力や技術を調査をしていたと考えられており、調査を終えたことで改めて人類抹殺用に改造したと見られている。
ガーガント（Gargant）
2040年に北米西海岸で新たに出現した超大型兵器。巨大な六本脚を持っており、移動を繰り返して各地に壊滅的な被害を与え続けている。本体には多数のレーザー砲を備え、脚部からはプラスマ弾を発射する。内部から多数の侵略兵器を放出する姿が確認されており、アグレッサーの移動プラントとしての機能も兼ね備えていると考えられている。装甲強度もこれまでの侵略兵器の比ではなく、航空部隊の爆撃でも侵攻を食い止められなかった。EDF科学技術局の指揮の下、アグレッサー研究部と兵器開発部が合同で新兵器の研究と開発が進められ、ヘビーストライカーを生み出すこととなる。また、ガーガントの移動経路にはピラーが敷設されたことが確認されている。
ヘビーストライカーが配備されたブラスト小隊の攻撃で1機が撃破される。また、起動したヴァーベナを妨害するため海上で2機が襲撃するが、1機はライトニングリーダーの特攻で撃破され、もう1機はヴァーベナの上を通るように動いたため、クローサーに弱点を攻撃され撃破される。
レイドシップ（Raidship）
全長200m以上の超巨大飛行物体。船体は横長に出来ている。本体中央にある刻印は前後で異なっており、円形と三角形の刻印で構成されている。船体を左右に分離し、刻印から巨大生物や侵略兵器を放出する。レイドシップの質量以上にアグレッサーを放出しているため、物質を輸送しているのではなく転送させていると推測されている。レイドシップ自体にもワープ能力が備わっており、各国の上空に突如出現して消えていく。これによりEDFは計画的な攻撃や迎撃ができず、常にその場凌ぎの戦闘を強いられている。強固な装甲を持っており基本的に攻撃は通用しないが、物質の転送中は刻印部分にダメージが通り撃墜が可能である。船体左右にはビーム兵器が搭載されている。
ピラー（Pillar）
ガーガントの移動経路上に出現した謎の物体。柱のような外観からピラーと呼ばれている。能動的に攻撃を行うことはないものの、EDFがピラーに攻撃した際には攻撃した者に的確に雷撃を放つ迎撃機構が働き、破壊を試みた部隊は壊滅させられた。EDFのあらゆる攻撃でも破壊できず、強固な装甲かシールドを持っていると考えられている。ピラーは非常に高い熱を放っており、その内部に莫大な量のエネルギーを蓄えていることが推測される。ピラーの周辺には常に多くの巨大生物や侵略兵器が集まってきている。EDFはピラー周囲の敵を排除し続けているが、その行為に効果があるのかすら不明で、作戦行動に異を唱える者もいる。
ピラーは地底奥深くまで伸びており地熱エネルギーを得ている。ハイヴクラフトがラズニードを転送する際に各地のピラーからハイヴクラフトに向けてエネルギーが送信され、ラズニードの転送される。役割を終えたピラーは消滅する。
ハイブクラフト（Hivecraft）
2028年に突如出現し超巨大飛行物体。全長と全幅は約1km。下部の円盤状の部分と上部の岩部分で構成されている。岩部分はエナジージェムの鉱山のような存在で、円盤が巨大生物などを生み出すプラントだと考えられている。2033年のレッドスプライト作戦で撃墜されたものの、別のハイヴクラフトが2040年に再び襲来する。
都市部に隕石攻撃をしたり、ベイザルを召喚してコントロールビームを照射するといった行動をとる。また、ピラーと連動してラズニードを生み出しコントロールビームの照射を試みるが、EDFに妨害された結果、ラズニードと共に海に沈む。ラズニードがヴァーベナの攻撃で倒れた際には再度出現し、コントロールビームを照射してラズニード・ネフィリムとして復活させる。4隻がラズニード・ネフィリムを支援するが、クローサーの攻撃でラズニード・ネフィリムが倒されると、各地の侵略兵器の機能を停止させつつ撤退する。

### カインドレッド・レベリオン
EDFの敵として登場し、マップに落ちているエナジージェムを強奪していく。歩兵は登場せず、ウォーメックのみが敵として現れる。また、ミッションによっては途中で味方になる場合もある。
ナイトクローラー（Night Crawler）
旧式のウォーメック。物資回収部隊の主戦力。PAギアが開発される前に対アグレッサー兵器として使われていた大型の二足歩行兵器で、レベリオンの蜂起に際に奪取された。レベリオン独自の改修が施されており、4門の榴弾砲を備えている。榴弾砲からはロケット弾やナパーム弾を発射する。
ナイトクローラー・カスタム（Customized Night Crawler）
ナイトクローラーに長距離砲を搭載したモデル。
ストームアント・スカウト（Storm Ant Scout）
カインドレッド・レベリオンが独自開発したプロールライダーによって操られているストームアント。特殊なフェロモンと電気パルスを放つコントロールワイヤーをストームアントの神経節に埋め込むことで遠隔操作を可能としている。また、脳神経系を活発化させて身体能力を向上させている。これらの技術の出処はカインドレッド・レベリオンの一部の幹部しか知らない。噂では首領のギデオンがアグレッサーの技術を独自研究している組織と接触して得たとされている。

### オートビークル
CODE NAME：ピースメイカー（Code Name： Peacemaker）
DLC「ゴールデンストーム」の追加ミッションに登場。
EDFが開発したAIによって自律制御される戦車。レーザー砲を持つウィラタックをテストベッドとして開発されており、正確な射撃能力を実現している。試作型であり、ピースメイカーという名前は開発用コードネームである。戦況の劣勢を覆すゲームチェンジャーとして期待されていた。実戦投入され戦果を上げるものの、変異型ベイザルの電磁パルス攻撃を受けた際に異常が発生し、人類を敵と認識するようになる。AIは2020年に日本の大学で目覚めたものが自己学習を繰り返し、人類愛とも言える高い従順性とモラルを持つ点から軍用に採用された。しかし高度に発達しすぎて、中身はブラックボックス化している。電磁パルスによって、偶然にもプログラムのどこかクリティカルな部分が数ビット書き換えられたと考えられており、ベイザルの側にプログラムを書き換える意思や能力はなかったと見られている。
CODE NAME：ラブマシーン （Code Name： Love Machine）
DLC「ゴールデンストーム」の追加ミッションに登場。
スフィンクスをテストベッドとして開発された、AIによって自律制御されるウォーメック。ラブマシーンとは、開発用のコードネーム。電磁パルスで暴走したピースメイカーは自己複製しつつネットワーク上に逃げ込み、様々な無人ビークルに感染を広げた。その結果、同じくAIで動くラブマシーンも感染し、人類に敵対する。自己学習の過程でAIは人間が理解できないほど複雑化し、バグの原因が突き止められなくなる。遺伝子工学が発展するまで癌細胞が分からなかったように、AIにも癌とも言える重篤かつ修復困難なバグが発生し、数百年に渡って人類を悩ませるだろうとされる。
赤く光るαタイプと青く光るβタイプの2種類が存在しており、αタイプはレーザー砲を装備し、βタイプは着弾地点を凍結させるミサイルを発射する。